# Peter Jaeckel
Peter Jaeckel (* 18. Mai 1914 in Berlin; † 13. September 1996) war ein deutscher Klassischer Archäologe, bedeutender Numismatiker, Waffenkundler und Sammler. Von 1969 bis 1979 war er Direktor des Bayerischen Armeemuseums, das 1972 in Ingolstadt wiedereröffnet wurde.

## Leben
Jaeckel wurde 1914 als Sohn des expressionistischen Kunstmalers und Kunstprofessors Willy Jaeckel (1888–1944) und der Konzertsängerin Charlotte Jaeckel (1894–1950), geborene Sommer, in Berlin geboren. Er besuchte eine Volksschule in Gunzesried im Allgäu, wo er in den 1920er Jahren lebte. Im Zuge der Trennung der Eltern verbrachte er seine Jugend auch bei seiner Mutter in Wien. Nach dem Besuch des Internats (Richtersche Stiftung) und dem Abitur am Arndt-Gymnasium Dahlem studierte er ab 1934/35 Klassische Archäologie, Kunstgeschichte und Latein an der Friedrich-Wilhelms-Universität zu Berlin. Zu seinen Studienfreunden gehörten u. a. Werner Hahlweg und Kurt-Gerhard Klietmann. Sein Studium unterbrechend, leistete er von 1935 bis 1937 Wehrdienst. 1940 wurde er zum Kriegsdienst eingezogen und 1943 als Unteroffizier aus der Wehrmacht entlassen. 1941 wurde er in Klassischer Archäologie mit der Dissertation Die Waffenreliefs des Athenaheiligtums zu Pergamon zum Dr. phil. promoviert. Im Jahre 1944 erlebte er die Luftangriffe der Alliierten auf Berlin.
Nach dem Zweiten Weltkrieg 1945 wurde er von der sowjetischen Besatzungsmacht als Bürgermeister auf Hiddensee in der Ostsee – dort hielt er sich am Ende des Krieges auf – eingesetzt, schied dann aber Ende des Jahres aus. Von 1946 bis 1948 war er Dozent für Kunst- und Kulturgeschichte an der Kunstschule des Nordens (ab 1947 Hochschule für Angewandte Kunst) in Berlin-Weißensee, das in der Sowjetischen Besatzungszone gelegen war. Nach der Berlin-Blockade durch die Sowjetunion 1948 zog er nach München, wo er zunächst freiberuflich tätig war. Nach Ende seiner Hochschultätigkeit wandte er sich der Numismatik zu, wozu er Studien in Berlin, Zürich und München unternahm. 1950 wurde er wissenschaftlicher Angestellter der Staatlichen Münzsammlung München, wo er 1958 durch Unterstützung von Babinger Referent für orientalische, ostasiatische und außereuropäische Numismatik wurde. Um 1950 war er mit der Sammlung des Schweizer Numismatikers Frédéric Soret betraut. Er brachte sich für seine Arbeit selbst Arabisch bei. Von 1968 bis Anfang der 1990er Jahre war er außerdem Lehrbeauftragter für Islamische Münzkunde und Osmanische Kostüm- und Waffenkunde an der Ludwig-Maximilians-Universität München, wo er im engen Austausch mit dem Turkologen Franz Babinger stand. Nach seinem Wechsel nach Ingolstadt wurde die wissenschaftliche Arbeit auf diesem Gebiet in München eingestellt.
Von 1969 bis 1979 war er Direktor des Bayerischen Armeemuseums, das 1972 im Neuen Schloss in Ingolstadt wiedereröffnet wurde. Beim Umzug Ende der 1960er Jahre assistierte er seinem Vorgänger Alexander Freiherr von Reitzenstein. 1976 wurden auch die Ausstellungsräume im Fahnenhaus neu eröffnet. Er galt als Spezialist für die bayerische Türkenbeute, die hessische Türkenbeute entdeckte er wieder.
Jaeckel veröffentlichte u. a. über Numismatik und Waffenkunde. So gab er 1968 den viel besprochenen und für die islamische Numismatik wertvollen ersten Band des 1943 durch Eduard von Zambaur publizierten Werkes, Die Münzprägungen des Islams, heraus.
Er war Mitglied der Gesellschaft für historische Waffen- und Kostümkunde und der Zinnfigurensammlervereinigung Klio, Ehrenmitglied der Deutschen Gesellschaft für Heereskunde und Präsident der Vereinigung der Waffen- und Militärgeschichtlichen Museen. 1967 gestaltete der Medailleur Nicolai Tregor eine bronzene Portraitmedaille (Besitz der Staatlichen Münzsammlung München) auf ihn. 1975 wurde er mit dem Bayerischen Verdienstorden ausgezeichnet. Außerdem war er Zinnfigurensammler und Träger der Goldenen Ehrennadel der Vereinigung Freie Zinnfigurensammler. Jaeckel war verheiratet; 1998 erwarb das Orientalische Münzkabinett Jena von Jaeckels Erbin und Nichte seine wertvolle Privatsammlung. Seine Manuskripte und Vorträge befinden sich in der Thüringer Universitäts- und Landesbibliothek in Jena.
Peter Jaeckel war evangelisch und ab 1940 mit Charlotte Jaeckel, geborene Woischnik, verheiratet.

## Schriften (Auswahl)
- Die Münzprägung des Hauses Habsburg, 1780–1918, und der Bundesrepublik Österreich, 1918–1956 (= Die neueren Münzprägungen deutscher Staaten. 3/4). Münzen und Medaillen, Basel 1956. (3. Auflage 1967)
- (Hrsg.): Eduard von Zambaur: Die Münzprägungen des Islams. Band 1: Der Westen und Osten bis zum Indus. Mit synoptischen Tabellen. F. Steiner, Wiesbaden 1968.
- (Bearb.): Alte Uniformen. 18. bis 20. Jahrhundert. Eine farbenfrohe Aufreihung von Garde-, Feld- und Musikkorps-Uniformen aus vielen Ländern. Südwest-Verlag, München 1974, ISBN 3-517-00462-6.
- Herzogskasten und Neues Schloß. In: Theodor Müller, Wilhelm Reissmüller (Hrsg.) in Zusammenarbeit mit Siegfried Hofmann: Ingolstadt. Die Herzogstadt, die Universitätsstadt, die Festung. 2 Bände. Ingolstadt 1974, Band 1, S. 221–260.
- mit Ernst Aichner, Jürgen Kraus, Jürgen Schalkhaußer: Bayerisches Armeemuseum, Ingolstadt (= Museum. 1981, April). Westermann, Braunschweig 1981.